# Oblast Kaloega
De oblast Kaloega (Russisch: Калужская область; Kaloezjskaja oblast)
is een oblast (bestuurlijke eenheid) in het westen van de Russische Federatie op 150 tot 200 kilometer ten zuiden van Moskou.
De oblast ligt in het zuidwesten van het industriegebied van Moskou. De regio is sterk bebost en er worden enkele natuurgebieden ingericht. Tezamen met de talrijke meren vormen de bossen een belangrijk recreatiegebied.
Qua industrie zijn met name de houtindustrie, de bruinkoolwinning en de machinebouw van belang. De stad Obninsk is een belangrijk onderzoekscentrum.
De hoofdstad Kaloega heeft ruim 330.000 inwoners.

## Demografie
| 1926      | 1939      | 1959    | 1970    | 1979      | 1989      | 2002      |
| --------- | --------- | ------- | ------- | --------- | --------- | --------- |
| 1.324.000 | 1.183.000 | 938.000 | 995.000 | 1.007.000 | 1.067.000 | 1.041.600 |